# 1. julij
1. julij je 182. dan leta (183. v prestopnih letih) v gregorijanskem koledarju. Ostaja še 183 dni.

## Dogodki
- 776 pr. n. št. – začetek antičnih olimpijskih iger
- 69 – Vespazijan postane rimski cesar
- 1097 – križarji v bitki pri Dorileju premagajo Turke
- 1782 – ameriški morski roparji napadejo Lunenburg v Novi Škotski
- 1811 – v Celovcu prične izhajati revija Carinthia
- 1848 – izhajati začno Celjske slovenske politične novine, prvi slovenski politični list
- 1858 – v Linnaean Society preberejo članka Charlesa Darwina in Alfreda Russla Wallaca o evoluciji
- 1863 – začetek bitke pri Gettysburgu
- 1867 – z začetkom veljavnosti britanskega zakona o Severni Ameriki začne obstajati Kanadska konfederacija
- 1870 – delovati začne ameriško pravosodno ministrstvo
- 1873 – Otok princa Edvarda se pridruži Kanadski konfederaciji
- 1878 – ustanovljena Prizrenska liga, ki vzpostavi vprašanje državnosti Albancev
- 1881 – med St. Stephenom (Novi Brunswick v Kanadi) in Calaisom (Francija) je vzpostavljen prvi mednarodni telefonski klic
- 1885 – ZDA prekličejo sporazum o recipročnosti in ribištvu s Kanado
- 1890 – Nemčija in Združeno kraljestvo skleneta sporazum o Zanzibarju: Nemčija v zameno za Helgoland odstopi Združenem kraljestvu Zanzibar in kraljestvo Buganda
- 1900 – prvi polet zrakoplova grofa Zeppelina
- 1903 – prične se prvi Tour de France
- 1904 – začetek tretjih olimpijskih iger
- 1916 – začetek bitke na reki Somi
- 1923 – kanadski parlament prekine priseljevanje s  Kitajske
- 1928 – Anton Korošec je bil imenovan za predsednika vlade Kraljevine SHS
- 1936 – Hitlerjugend dobi status državne organizacije
- 1940 – Francoska vlada se preseli v Vichy → vichyjska Francija
- 1942 – nemško-italijanske enote prodrejo do El Alameina
- 1960 – Somalija postane neodvisna država
- 1962 –

- Ruanda postane neodvisna država
- Burundi postane neodvisna država

- 1963 – v ZDA začno uporabljati poštne številke
- 1966 –

- Francija izstopi iz vojaškega poveljstva Nata
- na 4. seji centralnega komiteja Komunistične partije Jugoslavije na Brionih obsodijo delovanje varnostnih organov z Aleksandrom Rankovićem na čelu

- 1968 – v Ženevi podpisan sporazum o neširjenju jedrskega orožja
- 1972 v Frankfurtu so aretirani teroristi Frakcije Rdeče armade Andreas Baader, Jan-Carl Raspe in Holger Meins
- 1980 – O Canada uradno postane kanadska državna himna
- 1991 – uradno razpuščen Varšavski pakt
- 1996 – dokončana različica 1.0 grafičnega formata PNG
- 1997 – Združeno kraljestvo preda Hongkong Kitajski
- 2002 – v trku dveh letal nad južno Nemčijo izgubi življenje 71 ljudi, večinoma baškirskih otrok na izletu
- 2008 – začetek uporabe vinjet na slovenskih avtocestah za vozila z največjo dovoljeno maso do 3500 kg
- 2013 – Hrvaška postane članica Evropske unije

## Rojstva
- 1311 – Liu Ji, kitajski filozof, državnik, pesnik († 1375)
- 1336 – Filip Orleanski, vojvoda Orléansa, Touraine, grof Valoisa († 1376)
- 1481 – Kristijan II. Danski, kralj Danske, Švedske in Norveške († 1559)
- 1506 – Ludvik II. Jagelo, ogrsko-hrvaški in češki kralj († 1526)
- 1534 – Friderik II., dansko-norveški kralj († 1588)
- 1633 – Johann Heinrich Heidegger, švicarski teolog, filozof († 1698)
- 1646 – Gottfried Wilhelm Leibniz, nemški filozof, matematik, fizik, pravoznanec, zgodovinar, jezikoslovec, knjižničar, diplomat († 1716)
- 1723 – Adam Ferguson, škotski filozof in zgodovinar († 1816)
- 1725 – Jean Rochambeau, francoski maršal († 1807)
- 1780 – Karl von Clausewitz, pruski general in vojaški teoretik († 1831)
- 1788 – Jean-Victor Poncelet, francoski matematik († 1867)
- 1796 – Miha Kastelic, slovenski pisatelj, knjižničar, urednik († 1868)
- 1804 – George Sand, francoska pisateljica († 1876)
- 1858 – Ignacij Borštnik, slovenski gledališki igralec, režiser († 1919)
- 1863 – William Grant Stairs, kanadski raziskovalec († 1892)
- 1868 – Peter Jereb, slovenski skladatelj († 1951)
- 1872 – Louis Blériot, francoski letalec († 1936)
- 1899 – Thomas A. Dorsey, ameriški gospel glasbenik († 1993)
- 1902 – William Wyler, ameriški filmski režiser († 1981)
- 1903 – Amy Johnson, angleška letalka († 1941)
- 1906 – Josephine Esther Mentzer - Estée Lauder, ameriška kozmetičarka madžarsko-judovskega rodu († 2004)
- 1912 – David Ross Brower, ameriški aktivist za okolje († 2000)
- 1916 – Olivia de Havilland, ameriška filmska igralka († 2020)
- 1936 – Sydney Pollack, ameriški filmski režiser († 2008)
- 1945 – Deborah Harry, ameriška pop glasbenica
- 1946 – Mireya Moscoso, panamska političarka
- 1952 – Dan Aykroyd, kanadski filmski igralec
- 1953 – Jadranka Kosor, hrvaška novinarka in političarka
- 1961 –

- Diana Spencer, britanska princesa († 1997)
- Carl Lewis, ameriški atlet

- 1967 – Pamela Anderson, kanadska televizijska igralka, fotomodel
- 1974 – Jefferson Pérez, ekvadorski atlet
- 1976 –

- Patrick Kluivert, nizozemski nogometaš
- Ruud van Nistelrooy, nizozemski nogometaš

- 1977 – 
  - Helena Jaklitsch, slovenska zgodovinarka in političarka
  - Liv Tyler, ameriška filmska igralka
- 1982 – Tanja Žagar, slovenska pevka in glasbenica
- 1989 – Daniel Ricciardo, avstralski avtomobilistični dirkač

## Smrti
- 868 – Ali al-Hadi, arabski imam (* 828)
- 998 – Abul Vefa, arabski matematik, astronom (* 940)
- 1224 – Hodžo Jošitoki, japonski regent šogunata (* 1163)
- 1242 – Čagataj, kan Čagatajskega kanata (* 1183)
- 1277 – Bajbars, mameluški sultan Egipta in Sirije (* 1223)
- 1321 – Maria de Molina, kastiljska kraljica, regentinja (* 1264)
- 1348 – Ivana Angleška, princesa, hči Edvarda III. (* 1335)
- 1724 – Johann Baptist Homann, nemški kartograf in geograf (* 1664)
- 1736 – Ahmed III., sultan Osmanskega cesarstva in kalif Osmanskega kalifata  (* 1673)
- 1742 – Bohuslav Matej Cernohorski, češki skladatelj (* 1684)
- 1784 – Wilhelm Friedemann Bach, nemški orglar (* 1710)
- 1839 – Mahmud II., sultan Osmanskega cesarstva (* 1785)
- 1860 – Charles Goodyear, ameriški izumitelj (* 1800)
- 1876 – Mihail Aleksandrovič Bakunin, ruski anarhist (po julijanskem koledarju umrl 19. junija) (* 1814)
- 1881 – 
  - Rudolf Hermann Lotze, nemški filozof (* 1817)
  - Henri Sainte-Claire Deville, francoski kemik  (* 1818)
- 1884 – Allan Pinkerton, škotsko-ameriški detektiv (* 1819)
- 1891 – Mihail Kogălniceanu, romunski državnik, reformist (* 1817)
- 1896 – Harriet Beecher-Stowe, ameriška pisateljica (* 1811)
- 1925 – Erik Alfred Leslie Satie, francoski skladatelj (* 1866)
- 1941 – Fran Ilešič, slovenski literarni zgodovinar in profesor (* 1871)
- 1944 – Josip Vandot, slovenski pisatelj (* 1884)
- 1945 – Saša Šantel, slovenski slikar (* 1883)
- 1948 – Achille Varzi, italijanski avtomobilistični dirkač (* 1904)
- 1964 – Pierre Monteux, francoski dirigent (* 1875)
- 1967 – Gerhard Ritter, nemški zgodovinar (* 1888)
- 1971 – William Lawrence Bragg, avstralski fizik (* 1890)
- 1974 – Juan Domingo Perón Sosa, argentinski predsednik (* 1895)
- 1978 – Kurt Student, nemški general (* 1890)
- 1983 – Richard Buckminster Fuller, ameriški vizionar, arhitekt, oblikovalec, izumitelj, pisatelj (* 1895)
- 1984 – Moshé Pinhas Feldenkrais, judovski psiholog (* 1904)
- 1988 – Hermann Volk, nemški kardinal (* 1903)
- 1997 – Robert Mitchum, ameriški filmski igralec (* 1917)
- 1999 – Edward Dmytryk, ameriški filmski režiser (* 1908)
- 2001 – Nikolaj Genadijevič Basov, ruski fizik (* 1922)
- 2003 – Herbie Mann, ameriški jazzovski flavtist (* 1930)
- 2004 – Marlon Brando, ameriški filmski igralec (* 1924)

## Prazniki in obredi
- Kanada – dan Kanade
- Hongkong – dan ustanovitve posebne administrativne regije